# Mikael Anderson
Mikael Neville Anderson (født 1. juli 1998 i Reykjavik) er en islandsk fodboldspiller, der spiller for svenske Djurgården. Han har tidligere spillet i AGF og FC Midtjylland (herunder med et par lejeophold). Anderson er midtbanespiller og fik som blot 20-årig debut på Islands A-landshold.

## Klubkarriere
Anderson er født i Reykjavik og spillede som ganske ung på et lokalt hold her. Familien flyttede senere til Harlev i Danmark, og han spillede derpå i den lokale klub. I 2009 kom han til AGF, hvor han spillede fire sæsoner i klubbens ungdomsafdeling, inden han skiftede til FC Midtjyllands akademi i 2013.

### FC Midtjylland
I 2016 fik han en seniorkontrakt i FCM, og han debuterede i Superligaen 1. december samme år som indskifter i en udekamp mod Silkeborg IF.

### Vendsyssel
Den følgende sommer udlejede FCM Anderson til førstedivisionsklubben Vendsyssel FF for sæsonen 2017-2018. Han fik 20 kampe i klubben og scorede syv mål.

### Excelsior
Året efter blev han igen udlejet af FCM, denne gang til hollandske S.B.V. Excelsior for sæsonen 2018-2019. Her blev det til 18 kampe og et mål i Eredivisie.

### FC Midtjylland igen
Tilbage i FCM fik Anderson en kontraktforlængelse, så kontrakten løb frem til sommeren 2024. I sæsonen 2019-2020 fik han sit gennembrud på FCM's superligahold, hvor han spillede 31 kampe og scorede fire mål. Han var som følge deraf med til at sikre klubben DM-titlen.
Den følgende sæson var han knap så sikker på spilletid, og det var også tilfældet i begyndelsen af næste sæson.

### AGF
Da AGF havde brug for at forstærke holdet med afgangen af flere stamspillere i sommeren 2021, endte klubben med at købe Anderson af FCM og give ham femårig kontrakt.
Han debuterede for AGF i en superligakamp mod Vejle 12. september 2021, da han blev skiftet ind til anden halvleg og scorede kampens eneste mål et kvarter senere. På fire sæsoner nåede han i alt 96 superligakampe for AGF og scorede her 17 mål. I alt scorede han 18 mål og havde et tilsvarende antal direkte måloplæg.

### Djurgården
I juni 2025 blev han solgt til svenske Djurgården.

## Landsholdskarriere
Mikael Anderson har spillet både for islandske og danske ungdomslandshold, men endte med at vælge Island, hvor han foreløbig spillede 16 kampe på U/21-landsholdet. I 2019 fik han debut på det islandske A-landshold i en VM-kvalifikationskamp mod Tyrkiet. Han har i alt spillet 33 kampe og scoret to mål pr. juni 2025.